# Maureen Raymo

Maureen Raymo

Maureen E. Raymo is een Amerikaans paleoklimatologe en marien geologe. Ze is als hoogleraar verbonden aan de Universiteit van Boston. Ze heeft verscheidene prijzen gekregen voor haar wetenschappelijk werk, ze is onder meer in 2002 door het tijdschrift Discover tot een van de 50 belangrijkste vrouwen in de wetenschappen uitgeroepen.

## Werk
Raymo ontleent haar bekendheid met name aan het ontwikkelen van de zogeheten opheffingshypothese. Volgens deze hypothese heeft de tektonische opheffing van gebieden als het Tibetaans Hoogland geleid tot een afkoeling van de Aarde. Gedurende fases van gebergtevorming, zoals de Alpiene orogenese, komt er veel onverweerd gesteente aan het oppervlak te liggen. Tijdens het chemische verweringsproces, wordt er netto CO2 aan de atmosfeer onttrokken, waardoor de temperatuur op aarde daalt. Door de isotopenverhouding van strontium in diepmarien sediment te meten kon ze haar hypothese aannemenlijk maken. Daarnaast heeft ze ook belangrijk stratigrafisch en paleoklimatologisch werk verricht aan de hand van zuurstofisotopenanalyse van foraminiferen uit diepzeekernen.

## Erkenning
In 2014 was ze de eerste vrouw die werd onderscheiden met de prestigieuze Wollaston Medal, de hoogste onderscheiding van de  Geological Society of London.
- Bibsys: 90600339
- International Standard Name Identifier: 0000 0000 2615 2564
- Library of Congress Control Number: n87907543
- Virtual International Authority File: 11376458
- WorldCat: E39PBJrGtcDxwf3P8x9bDPFR8C